# 소금 (악기)
소금(小笒)은 한국의 전통 관악기 중의 하나다. 향악기로 분류되며, 대금, 중금과 함께 신라삼죽(新羅三竹)에 들어간다.

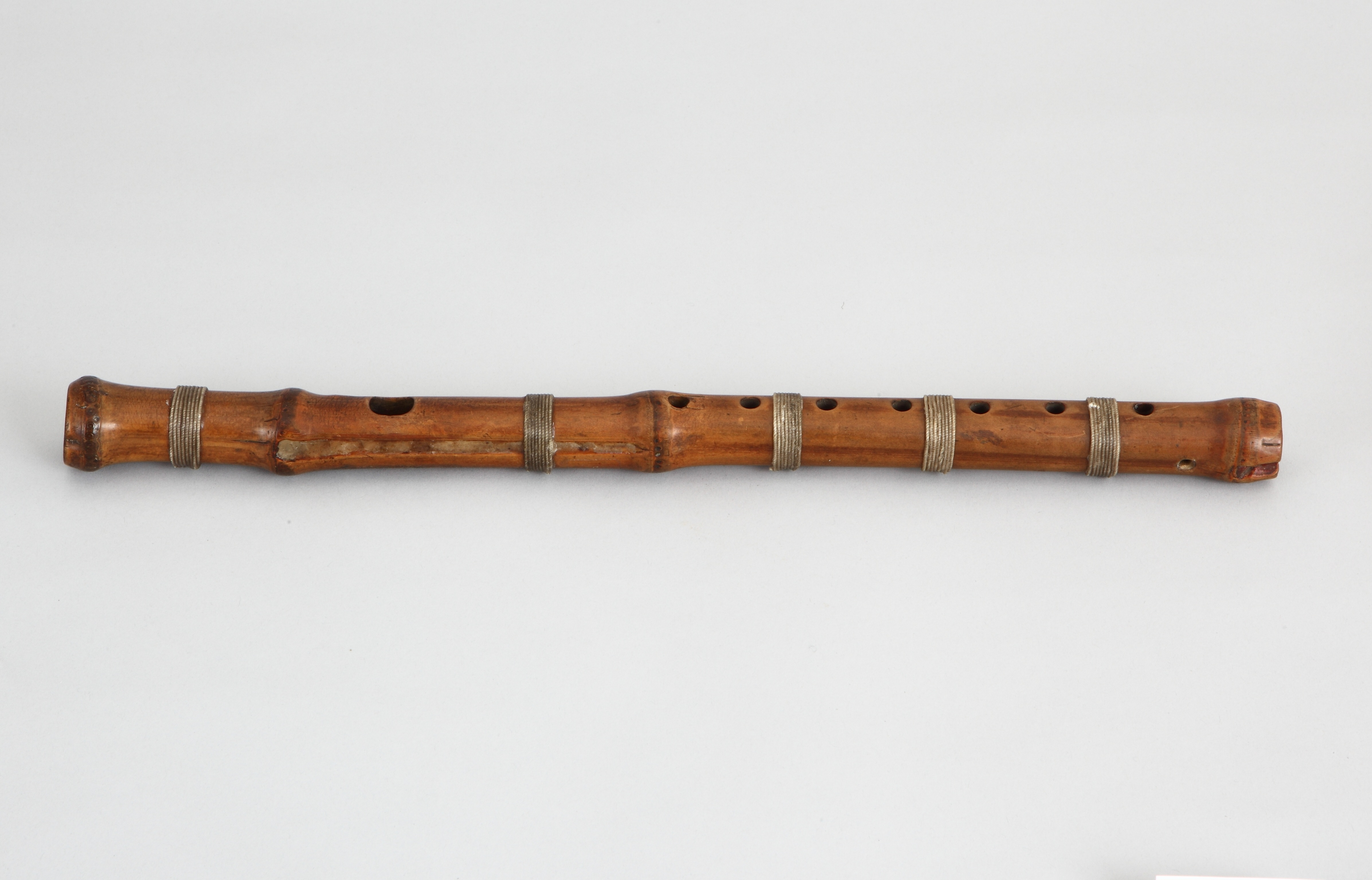
소금

## 기원과 역사
《삼국사기》에 따르면, 소금을 비롯한 신라삼죽은 '신라에서 기원된 것으로 누가 만든 것인지 알 수 없다'고 한다.
《악학궤범》 이후의 문헌에는 소금이 나타나지 않다가 1950년대 초 국악사양성소의 교과 과정 속에서 소금이라는 이름이 재생되었다.

## 당적과의 차이
당적은 소금보다 내경의 치수가 조금 짧다(그래서 당적이 소금보다 음역이 조금 높다). 지공의 개수로 보면 당적은 취구 1개, 지공 6개로 구멍이 총 7개이지만 소금은 취구 1개, 지공 6개, 칠성공 1~2개로 구멍이 8개 또는 9개다.

## 이용과 편성
소금은 〈보허자〉, 〈낙양춘〉과 같은 당악과 〈보태평〉, 〈정대업〉등의 당악계 음악 및 〈여민락〉, 〈수제천〉과 같은 향악의 합주에 편성된다.
현대 음악에서는 특유의 영롱한 소리 때문에 각종 창작국악에 널리 이용된다.

## 형태
재질은 주로 대나무이지만 오늘날에는 교육 목적으로 쓰일 때는 플라스틱으로 만들어지기도 한다.
지공은 모두 6개이며 음정의 조절을 위하여 끝에 칠성공을 (하나 또는 두 개) 파기도 한다.
-현재의 전문가들은 창작곡을 연주 할때에는 정악곡을 할 때의 소금보다 얇은 관대를 사용한다.
그 이유는 줄곧 쓰던 소금보다 좀 더 높은음을 자유 자재로 연주 할 수 있기 때문이다.

## 음역
음역은 임종(林: B♭)에서 중청남려(㵜: C′′′)까지다.

## 같이 보기
- 대금